# Гай Леканий Басс (консул-суффект 40 года)
Гай Лека́ний Басс (лат. Gaius Laecanius Bassus; умер после 40 года) — политический деятель эпохи ранней Римской империи, занимавший в 40 году должность консула-суффекта.

## Биография
О происхождении Гая Лекания известно лишь, что он или его отец являлся уроженцем Pietas Iulia — крупнейшего торгового города Истрии (провинция Иллирик). В 32 году Басс исполнял обязанности городского претора Рима. В 40 году он занимал должность консула-суффекта совместно с Квинтом Теренцием Куллеоном.
Его сыном был ординарный консул 64 года, носивший такое же имя.